# Мађарска социјалистичка радничка партија
Мађарска социјалистичка радничка партија (мађ. Magyar Szocialista Munkáspárt) је била комунистичка партија на власти у НР Мађарској од 1956. до 1989. године. Формирана је након распуштања Мађарске радничке народне партије 1956. године.

## Историјат
Током реформи које је покренуо Имре Нађ, једна од њих је била и оснивање нове комунистичке партије, односно расформирање Мађарске радничке народне партије и оснивање Мађарске социјалистичке радничке партије. Чланство је у почетку потупирало Нађеве реформе, али се већина окренула против њега када је објавио излазак Мађарске из Варшавског пакта. После интервенције снага Варшавског пакта у Мађарској и уклањања Нађа с власти, 4. новембра 1956. године, на чело партије дошао је Јанош Кадар.
Иако је већина реформи током Нађеве владавине била укинута, Кадар је с временом покренуо нове либералне реформе, уведени су неки аспекти тржишног социјализма, у Мађарској познати као „гулаш социјализам“. Упркос томе што је партија и даље надзирала све аспекте мађарског друштва, мађарски систем власти је ипак био блажи од оних у Румунији или Чехословачкој.
Кадар је због старости 1988. године био пензионисан, а наследио га је Карољ Грос. Долазак Гроса на чело партије поклопио се с валом промена у Источном блоку, те је ускоро дошао у сукоб с либералном фракцијом унутар партије. Либерали су до пролећа 1989. године стекли контролу над партијом. Октобра 1989. године, Мађарска социјалистичка радничка партија је распуштена, а део њеног чланства је основао Мађарску социјалистичку партију. Мањи део чланова није се сложио с преласком на социјалдемократију, па су они формирали Мађарску комунистичко-радничку партију.

## Лидери партије
- Јанош Кадар (25. октобар 1956 — 22. мај 1988)
- Карољ Грос (22. мај 1988 — 26. јун 1989)
- Режо Њерш (26. јун 1989. - 7. октобар 1989)